# Тольфсен, Эрлинг
Эрлинг Тольфсен (англ. Erling Tholfsen; 12 января 1904, Нью-Йорк — 6 декабря 1996) — американский шахматист.

## Биография
Один из ведущих шахматистов Нью-Йорка в течение 1920-х годов и в первые годы Великой депрессии. В 1928 году был капитаном сборной США на 2-й шахматной олимпиаде в Гааге. Играл за сборную на 4-й доске, завоевав с ней серебряные медали. Трёхкратный победитель турниров, проводимых «Marshall Chess Club» (1923, 1924 и 1931).
После 1930-х годов в спортивных соревнованиях не участвовал. Вплоть до выхода на пенсию преподавал испанский язык в системе публичных школ Нью-Йорка, на протяжении многих лет был активистом рабочего движения.

## Спортивные достижения
| Год  | Город | Турнир        | + | − | = | Результат | Место |
| ---- | ----- | ------------- | - | - | - | --------- | ----- |
| 1928 | Гаага | 2-я Олимпиада | 4 | 4 | 5 | 6½ из 13  | 2     |